# Jaera plagiaria
Jaera plagiaria é uma espécie de borboleta descrita por Grose-smith em 1902. Jaera plagiaria faz parte do gênero Jaera e família lycaenidae.